# 想你 (單曲)
《想你》是由中國男歌手吳亦凡與中國女演員趙麗穎合作的單曲，於2017年12月25日以數位單曲形式發表，由吳亦凡包攬作詞作曲。此曲是兩人首次合作，亦是兩人首次發行的合唱單曲。

## 背景和發行
吳亦凡及趙麗穎的工作室分別在未預告的情況下於2017年12月25日在各大音樂平台上發佈想你的單曲音源，於27日在微博上發佈MV預告，並於28日正式於各大音樂平台及微博上發佈MV。兩人亦於31日的江蘇衛視跨年演唱會上進行首次同台表演。

## 曲目
| 數位單曲 | 數位單曲 | 數位單曲 | 數位單曲                   | 數位單曲 |
| 曲序     | 曲目     | 词曲     | 编曲                       | 时长     |
| -------- | -------- | -------- | -------------------------- | -------- |
| 1.       | 想你     | 吳亦凡   | 顏小健、吳亦凡、Kevin Shin | 4:04     |

## 成績
| 榜單 (2017年)        | 最高位置 |
| -------------------- | -------- |
| QQ音樂               | 1        |
| 酷狗音樂             | 1        |
| 酷我音樂             | 1        |
| 咪咕音樂             | 1        |
| 亞洲新歌榜           | 1        |
| 東方風雲榜(第1263期) | 1        |
| 愛奇藝音樂榜         | 1        |

## 外部連結
- YouTube上的吳亦凡《想你》MV先導片
- YouTube上的趙麗穎《想你》MV先導片
- YouTube上的吳亦凡&趙麗穎《想你》MV
- YouTube上的吳亦凡&趙麗穎江蘇衛視跨年合唱《想你》